# Prostituição na Argentina
A prostituição na Argentina é legal segundo a lei federal. O artigo 19 da constituição afirma: "As ações privadas das pessoas que não ofendem de forma alguma a ordem pública e a moral, nem prejudicam terceiros, são reservadas a Deus, e são isentas da autoridade dos magistrados." A prostituição organizada (bordéis, redes de prostituição e aliciamento) é ilegal. Além disso, as províncias podem impor restrições adicionais. Por exemplo, em San Juan, oferecer publicamente serviços sexuais por dinheiro pode resultar em até 20 dias de prisão. Em 2012, jornais foram proibidos de veicular classificados oferecendo serviços sexuais. A UNAIDS estimou cerca de 75.000 prostitutas no país em 2016.
Trabalhadores do sexo e o Relatório de Direitos Humanos de 2016 do Departamento de Estado dos EUA relatam corrupção, abuso e violência por parte da polícia contra trabalhadores do sexo. A AMMAR relata que, entre julho de 1996 e novembro de 2001, 41 de suas integrantes foram assassinadas. Apenas 3 desses casos foram solucionados.
Traficantes de toda a Argentina burlam as leis que proíbem bordéis estabelecendo “bordéis móveis” em vans e caminhões, dificultando as operações policiais; essa prática é particularmente comum na região norte do país.

## História
Desde a independência, em 1853, a Argentina atraiu imigrantes da Europa, incluindo prostitutas. A prostituição não era crime e, em 1875, foi legalizada e regulamentada em Buenos Aires. Bordéis foram estabelecidos, as profissionais eram registradas, tributadas e submetidas a exames médicos regulares. Em 1889, primeiro ano com estatísticas disponíveis, novas inscrições de prostitutas em Buenos Aires totalizaram 2007, e foi inaugurado o Dispensário de Salubridade, especializado em doenças venéreas entre prostitutas, ao custo de 100.000 pesos.
Entre 1870 e a Primeira Guerra Mundial o país ganhou reputação de “porto das mulheres desaparecidas” devido a tráfico de brancas e cafetões que exploravam pobreza, desemprego e pogromes na Europa Oriental para recrutar jovens judias na prostituição com falsas promessas de casamento. Uma das organizações criminosas envolvidas, o Zwi Migdal, tinha 30.000 mulheres em 2.000 bordéis. Ao mesmo tempo, instituições religiosas judias na Argentina trabalhavam para evitar prostituição entre mulheres judias no país. A maioria das prostitutas nesse período era católica não imigrante, mas o antissemitismo alimentava preocupações sobre a participação judaica na prostituição. Em 2013, a cineasta Gabriela Böhm lançou o documentário In Raquel’s Footsteps, investigando participação judaica na indústria do sexo na Argentina no início do século XX.
O sistema de prostituição regulamentada em Buenos Aires foi abolido em 1934. Em 1954, Juan Perón reintroduziu o sistema de regulamentação. Autoridades locais podiam licenciar bordéis em “lugares adequados”. No ano seguinte, Buenos Aires anunciou um projeto de US$ 6.516.000 para construir uma rua de 34 bordéis. Após a Revolução Argentina de 16 de setembro de 1955, Perón foi deposto e seu decreto revogado. O novo distrito da luz vermelha em Buenos Aires nunca foi construído. Em 2003, o canal Telefe produziu a série de comédia Disputas, retratando o cotidiano das prostitutas argentinas, estrelada por Mirta Busnelli, Belén Blanco, Dolores Fonzi, Julieta Ortega e Florencia Peña.

## AMMAR
A AMMAR é uma organização importante na defesa dos direitos dos trabalhadores do sexo. Foi fundada em 1994 por 60 profissionais do sexo e cresceu para 15.000 membros ao longo de 10 anos. Em 1995, ingressou na Central de Trabalhadores Argentinos (CTA), e em 1997 afiliou-se à Rede de Trabalhadores do Sexo da América Latina e Caribe (RedTraSex).
Em janeiro de 2004, a líder da filial de Rosário, Sandra Cabrera foi assassinada. O policial federal Diego Parvlucyk foi acusado pelo crime, mas o caso nunca foi a julgamento. Em consequência, a notoriamente corrupta Polícia de Moral Pública da Santa Fe foi desmantelada.

## Tráfico sexual
O Relatório de Tráfico de Pessoas de 2016 do Departamento de Estado dos Estados Unidos classificou a Argentina como país de Nível 2, mas em 2018 foi promovida a Nível 1 devido a conquistas governamentais. Traficantes exploram vítimas domésticas e estrangeiras na Argentina; em menor escala, argentinas são vítimas em outros países. Vítimas vêm da República Dominicana, Paraguai, Peru, Bolívia, Uruguai, Venezuela e Brasil. Pessoas trans são exploradas no país e na Europa Ocidental. Traficantes exploram menores de clubes esportivos. A conivência oficial, principalmente em níveis subnacionais, dificulta o combate. Em 2016, o município de Ushuaia foi condenado a pagar indenização a uma vítima após ser considerado cúmplice por falha na regulação de bordéis.

## Prostituição infantil
Segundo a ECPAT International, em 1999 a prostituição infantil estava em ascensão e a idade média das crianças prostituídas diminuía. Revelações em 2018 de uma rede de prostituição na liga juvenil de futebol que vitimava jovens atletas levantaram preocupações sobre tráfico sexual de menores em clubes esportivos.

## Leitura complementar
- Francoeur, Robert T.; Reiss, Raymond J. Noonan; Opiyo-Omolo, Beldina; Perper, Timothy; Ira, L. (2006). The Continuum complete international encyclopedia of sexuality Updat, with more countries. ed. New York, NY: Continuum. ISBN 978-0826414885
- Guy, Donna J. (1995). Sex & danger in Buenos Aires prostitution, family, and nation in Argentina New ed. Lincoln: University of Nebraska Press. ISBN 978-0803270480
- Guy, Donna J. (2000). White slavery and mothers alive and dead : the troubled meeting of sex, gender, public health, and progress in Latin America. Lincoln [u.a.]: Univ. of Nebraska Press. ISBN 978-0803270954
- Whitby, Suzanne G.; Frayser, Thomas J. (1995). Studies in human sexuality : a selected guide 2nd ed. Englewood, Colo.: Libr. Unlimited. ISBN 978-1563081316